# Li Xiucheng
 (octobre 2015).
Si vous disposez d'ouvrages ou d'articles de référence ou si vous connaissez des sites web de qualité traitant du thème abordé ici, merci de compléter l'article en donnant les références utiles à sa vérifiabilité et en les liant à la section « Notes et références ».
Li Xiucheng (李秀成, 1823 - 7 août 1864) est un éminent chef militaire de la Révolte des Taiping, en Chine, au milieu du XIXe siècle. Il est connu sous le titre de « Prince Loyal » (Zhong Wang ; 忠王). Il avait gagné ce titre en refusant l'argent que lui avait offert un général Qing pour tuer Hong Xiuquan, le chef des Taiping.

## Biographie
D'origine Hakka, il sert loyalement en menant les forces Taiping bien souvent à la victoire, témoignant de remarquables capacités en tant que général, malgré ses humbles origines de paysan sans éducation.
Lorsque, après 1859, la révolte des Taiping, déjà désorganisée et divisée par le massacre de Tianjing de 1856, est minée par des dissensions et l'affaiblissement de son haut commandement, les capacités militaires de Li Xiucheng permettent de conserver un certain élan au mouvement : Li Xiucheng prend en effet Suzhou lors des manœuvres visant à prendre Shanghai. Entre 1860 et 1862, il s'efforce de prendre la grande ville de Shanghai, mais se heurte à la résistance des armées occidentales qui défendent la ville, et à l'Armée Toujours Victorieuse (The Ever Victorious Army) de l'aventurier américain Ward.
Lors de l'assaut final de l'armée impériale contre Nankin, en 1864, il donne, dit-on, son meilleur cheval au jeune prince héritier (le fils de Hong Xiuquan), ne gardant pour lui qu'une mauvaise monture, ce qui permet aux troupes impériales de le faire prisonnier.
Après sa capture, il est interrogé (laissant ainsi une « autobiographie » ) , puis exécuté par le général Qing Zeng Guofan le 7 août 1864.